# Lost Judgment
Lost Judgment (LOST JUDGMENT：裁かれざる記憶, Lost Judgment: Sabakarezaru Kikoku, lit. "Julgamento Perdido: Memórias Não Julgadas") é um jogo eletrônico de ação e aventura desenvolvido pela Ryu Ga Gotoku Studio e publicado pela Sega. Foi lançado em 24 de setembro de 2021 para PlayStation 4, PlayStation 5, Xbox One e Xbox Series X e Series S. Uma sequência do jogo Judgment (um spin-off da série Yakuza), ele foca no detetive particular Takayuki Yagami enquanto ele investiga um criminoso investigado de assédio sexual e assassinato.

## Jogabilidade
Em Lost Judgment, o jogador controla Takayuki Yagami enquanto ele explora as cidades japonesas de Kamurocho e Isezaki Ijincho (recriações dos distritos reais de Kabukichō, Tóquio, e Isezakichō, Yokohama, respectivamente). Yagami pode trocar entre três estilos de luta nas batalhas; além do estilo da garça, efetivo contra uma grande quantidade de inimigos, e do estilo do tigre, mais individual, ambos originários de Judgment, Yagami também pode usar o novo estilo da cobra para contra-ataques contra inimigos armados.
Lost Judgment também conta com segmentos de furtividade, segmentos de perseguição onde Yagami persegue suspeitos pela cidade, segmentos de plataforma e um sistema de "Histórias de Escola" incluindo novas missões secundárias com personagens coadjuvantes. As seções de perseguição foram alteradas desde o primeiro jogo para dar aos jogadores mais atividade durante esses segmentos.